# Thomomys bulbivorus
O Thomomys bulbivorus é um roedor, o maior membro do gênero Thomomys, da família Geomyidae. Descrito pela primeira vez em 1829, é endêmico do Vale do Willamette, no noroeste do Oregon, nos Estados Unidos. É herbívoro e se alimenta de vegetais e plantas, que recolhe em grandes bolsas externas na bochecha, forradas de pele. O excesso de alimento é acumulado em um extenso sistema de túneis. A pelagem marrom-escura a cinza-chumbo muda de cor e textura ao longo do ano. Os incisivos grandes e protuberantes característicos desse mamífero são bem adaptados para uso na construção de túneis, especialmente nos solos de argila dura do Vale do Willamette. Eles emitem sons com os dentes; machos e fêmeas emitem sons de ronronar (ou cantarolar) quando estão juntos, e os filhotes emitem sons de chilrear. Nascidos sem dentes, cegos e sem pelos, os filhotes crescem rapidamente antes de serem desmamados com cerca de seis semanas de idade.
Embora o Thomomys bulbivorus seja ferozmente defensivo quando encurralado, ele pode se tornar manso em cativeiro. Embora as tendências populacionais sejam geralmente estáveis, as ameaças à sobrevivência da espécie incluem a urbanização, a conversão do habitat para uso agrícola e tentativas ativas de erradicação com armadilhas e venenos. É presa de aves de rapina e mamíferos carnívoros e hospedeiro de vários artrópodes e vermes parasitas. Os cientistas acreditam que a história evolutiva do animal foi interrompida quando as enchentes do Missoula inundaram o Vale do Willamette no final do último período glacial. As enchentes inundaram quase completamente sua área geográfica, o que pode ter causado um efeito de gargalo quando os sobreviventes repovoaram a região depois que as águas baixaram.

## Taxonomia
Existem seis gêneros: Cratogeomys, Geomys, Orthogeomys [en], Pappogeomys [en], Thomomys e Zygogeomys [en]. O Thomomys bulbivorus faz parte do gênero Thomomys, dentro da família Geomyidae. Os incisivos dos animais do gênero Thomomys têm superfícies anteriores caracteristicamente lisas, enquanto os do gênero Geomys têm dois sulcos profundos por dente e os do gênero Cratogeomys têm um único sulco. É um membro do subgênero Megascapheus, estabelecido em 1903. Posteriormente, os taxonomistas atribuíram outros indivíduos ao mesmo subgênero. O nome Thomomys deriva do grego σωρός (amontoado) + μῦς (rato), provavelmente descrevendo os montes de solo escavado produzidos pelo Thomomys bulbivorus. Bulbus é traduzido como “bulbo” em latim, e a palavra para “devorar” é voro. O naturalista David Douglas relatou que o Thomomys bulbivorus consumia bulbos do lírio Camassia quamash, e Vernon Bailey mais tarde atribuiu a falta de lírios em áreas habitadas por esse animal ao fato de os bulbos serem consumidos. Entretanto, o naturalista H. M. Wight observou que o Thomomys bulbivorus comia principalmente verduras de dente-de-leão e não acreditava que fosse um grande consumidor de bulbos.

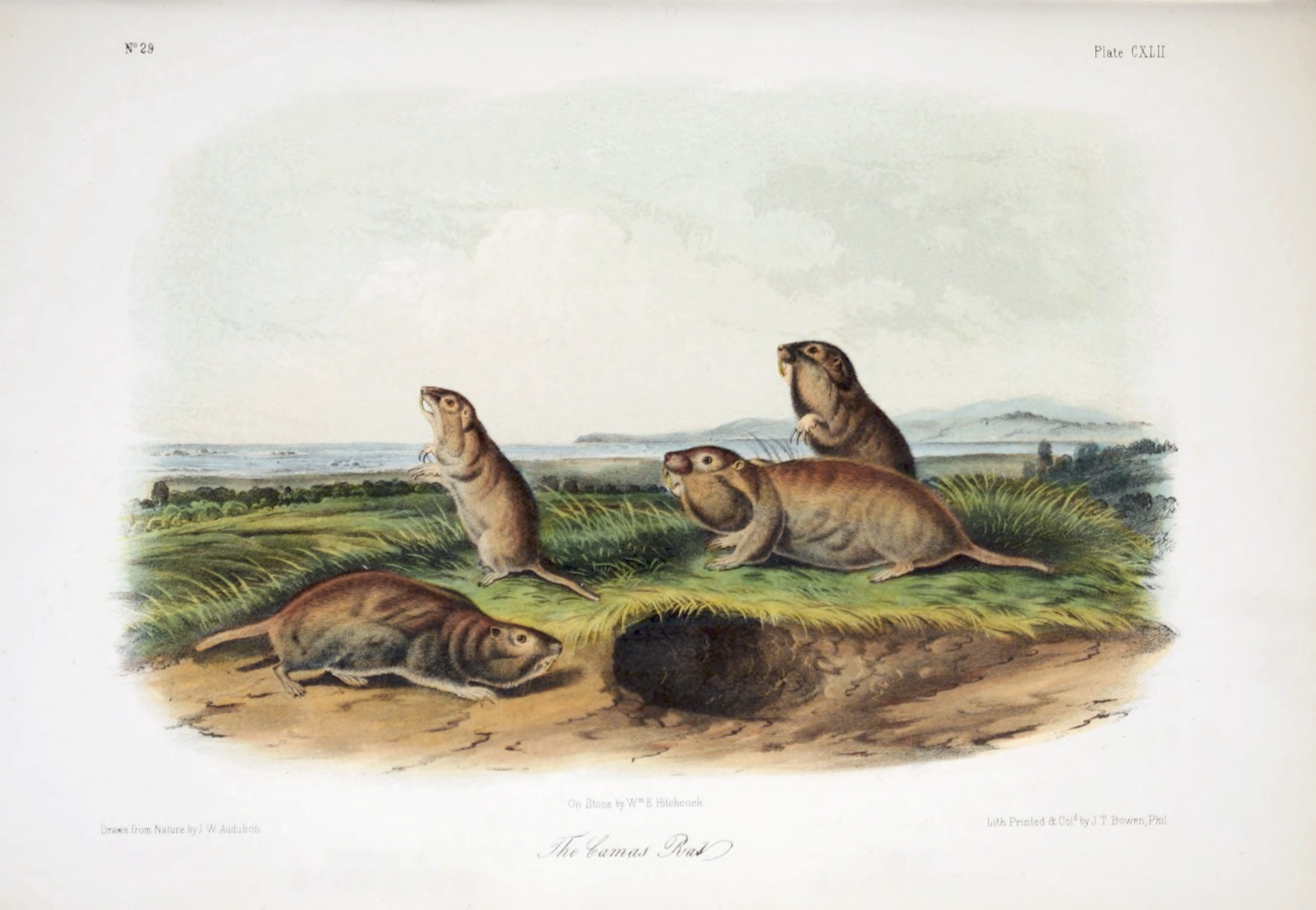
Os naturalistas do século XIX se referiam a um “rato-camas”, como nesta gravura de John James Audubon.

### História inicial
A taxonomia do Thomomys bulbivorus e seu gênero, Thomomys, têm uma história complicada. De acordo com um artigo de revisão publicado pela Sociedade Americana de Mamalogistas [en] em 1987, Johann Friedrich von Brandt foi o primeiro a se referir ao animal como Thomomys bulbivorus em um artigo de 1855 publicado pela Academia Imperial de Ciências. No artigo de 1855, Brandt se refere a Tomomys bulbivora sem o “h” e terminando com um “a”. Ele escreve entre parênteses “(man schreibe nicht Thomomys)”. Os autores da revisão de 1987 observam que não viram o artigo real de Brandt, mas sim o livro-texto The mammals of North America publicado em 1981.
A confusão inicial surgiu dos escritos de John Richardson entre 1828 e 1839. Embora ele descreva seis espécies do gênero, de acordo com críticos posteriores, ele não estava familiarizado com todos os espécimes. As descrições de Richardson dos animais e as figuras no texto também foram criticadas. Sua obra Fauna boreali-americana de 1829 descreve um espécime-tipo de Thomomys bulbivorus obtido das “margens do rio Columbia, Oregon”, o limite norte da área geográfica desse animal. Provavelmente se tratava de Portland, na confluência dos rios Willamette e Columbia, o único local no Columbia onde foram encontrados espécimes subsequentes. A localização atual desse espécime inicial é incerta; supostamente armazenado no Hudson's Bay Museum, não foi possível localizá-lo em 1915. Quando Richardson fez seu primeiro exame, o espécime estava aparentemente incompleto; embora Joel Asaph Allen tenha escrito em 1893 que consistia apenas da pele, Richardson descreveu o crânio e as características faciais em detalhes.

Em Fauna boreali-americana, Richardson atribui o mamífero ao gênero Diplostoma, agora extinto, descrito por Constantine Samuel Rafinesque em 1817. Ele o chamou de Diplostoma bulbivorum. Erros de rotulagem da ilustração no livro de Richardson confundiram ainda mais os taxonomistas subsequentes; a placa foi rotulada como Diplostoma douglasii:
Há um espécime de um quadrúpede no Hudson's Bay Museum, que o Sr. David Douglas me informou ser o animal conhecido nas margens do Columbia pelo nome de "rato-camas", porque a raiz bulbosa da planta Quamash ou Camas (Scilla esculenta) é seu alimento favorito. O esqueleto está ausente e o animal, portanto, não pode ser atribuído com certeza a um gênero, mas a forma de suas bochechas externas me leva a pensar que ele pode pertencer ao Diplostoma de Constantine Samuel Rafinesque.

— John Richardson, Fauna boreali-americana, 1829
A confusão em torno da taxonomia e da identificação da espécie aumentou quando o naturalista Spencer Fullerton Baird interpretou os relatórios de Richardson. O grande tamanho do Thomomys bulbivorus levou Baird a concluir que as medidas do animal (relatadas por Richardson) eram um artefato de sua preparação para taxidermia. Aparentemente, Baird também estava errado sobre o local de onde o espécime foi retirado, atribuindo o nome Thomomys bulbivorus a um conjunto de espécimes coletados anteriormente. Essa confusão foi repetida por autores posteriores. O artigo sobre esses animais na edição de 1879 da New American Cyclopædia tem uma ilustração com a legenda “California Gopher (Thomomys bulbivorus)”. A nona edição da Encyclopædia Britannica (publicada no final do século XIX) informa erroneamente que Thomomys bulbivorus é abundante ao longo da costa central da Califórnia.

### Esclarecimentos
Embora Baird e Elliott Coues estivessem envolvidos nas primeiras avaliações do gênero, de acordo com Allen, nenhum deles jamais viu um espécime do T. bulbivorus. Allen obteve e examinou dois adultos grandes (macho e fêmea) coletados em Beaverton, Oregon, em maio de 1890, que eram consideravelmente maiores e mais escuros do que os espécimes examinados anteriormente. As características do crânio e as marcas brancas ao redor da boca e do ânus também eram diferentes. Suas descobertas e o local de coleta dos espécimes ajudaram a identificar o animal como uma espécie separada dos indivíduos da Califórnia. Os espécimes da Califórnia foram classificados por Joseph Fortuné Théodore Eydoux [en] e Paul Gervais como Oryctomys bottae, atualmente conhecido como  Thomomys bottae. Eles foram encontrados perto de Monterey, Califórnia, a mais de 1.000 quilômetros ao sul da área de distribuição agora reconhecida do Thomomys bulbivorus.

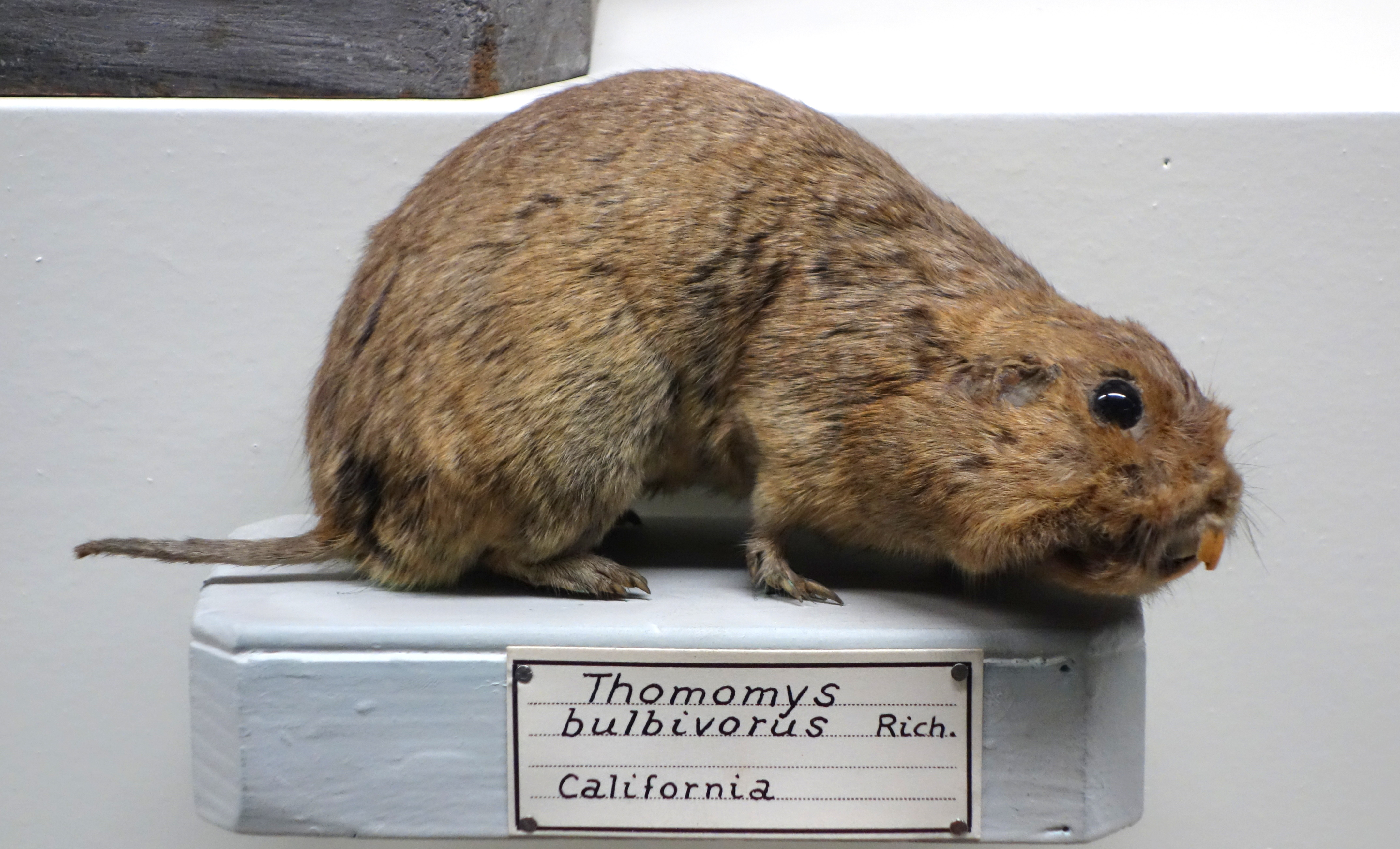
Espécime taxidermizado no Museo Civico di Storia Naturale di Genova, erroneamente rotulado como “Califórnia”.

A distribuição do Thomomys bulbivorus de Elliot se estendia ao longo da costa da Califórnia ao norte de São Francisco. James Audubon e John Bachman reavaliaram a taxonomia do Thomomys bulbivorus no final do século XIX. Eles reclassificaram o animal como Pseudostoma borealis. Rejeitaram o Diplostoma como um gênero e atribuíram o Diplostoma bulbivorum como sinônimo do P. borealis. Eles atribuíram todas as diferenças descritas por Richardson a um artefato, a partir de um espécime que foi “torcido e desfigurado” na preparação. Com base em observações de espécimes taxidermizados na Europa, eles sugeriram que o  Thomomys townsendii pertencia à mesma espécie. Em 1875, o Thomomys bulbivorus foi relatado como uma subespécie do Thomomys talpoides [en].

### Filogenia atual
Em 2008, uma equipe de biólogos da Universidade da Califórnia em Berkeley e da Universidade Harvard publicou os resultados da análise filogenética do gênero Thomomys. Descobriu-se que o Thomomys bulbivorus está bem separado de outros táxons do subgênero Megascapheus. Essas descobertas sugeriram que o Thomomys bulbivorus era um irmão dos outros táxons do subgênero, mas as relações entre esses outros animais eram menos claras. Apenas um Thomomys bulbivorus foi incluído nesse estudo, o que limitou a capacidade de distinguir características como monofilia. O seguinte cladograma foi apresentado mostrando a colocação do Thomomys bulbivorus entre seus parentes mais próximos:
|  | Thomomys mazama |
|  | |
|  | \| \| Thomomys idahoensis \| \| \| \| \| \| Thomomys monticola [en] \| \| \| \| \| \| Thomomys talpoides [en] \| \| \| \| |
|  | |
|  | Thomomys idahoensis |
|  | |
|  | Thomomys monticola [en]                                                                                                   |
|  | |
|  | Thomomys talpoides [en]                                                                                                   |
|  | |

|  | Thomomys idahoensis     |
|  |                         |
|  | Thomomys monticola [en] |
|  |                         |
|  | Thomomys talpoides [en] |
|  |                         |

|  | Thomomys umbrinus [en]                                                  |
|  |                                                                         |
|  | \| \| Thomomys townsendii \| \| \| \| \| \| Thomomys bottae \| \| \| \| |
|  |                                                                         |
|  | Thomomys townsendii                                                     |
|  |                                                                         |
|  | Thomomys bottae                                                         |
|  |                                                                         |

|  | Thomomys townsendii |
|  |                     |
|  | Thomomys bottae     |
|  |                     |

|  | Thomomys umbrinus [en]                                                  |
|  |                                                                         |
|  | \| \| Thomomys townsendii \| \| \| \| \| \| Thomomys bottae \| \| \| \| |
|  |                                                                         |
|  | Thomomys townsendii                                                     |
|  |                                                                         |
|  | Thomomys bottae                                                         |
|  |                                                                         |

|  | Thomomys townsendii |
|  |                     |
|  | Thomomys bottae     |
|  |                     |

|  | Thomomys mazama |
|  | |
|  | \| \| Thomomys idahoensis \| \| \| \| \| \| Thomomys monticola [en] \| \| \| \| \| \| Thomomys talpoides [en] \| \| \| \| |
|  | |
|  | Thomomys idahoensis |
|  | |
|  | Thomomys monticola [en]                                                                                                   |
|  | |
|  | Thomomys talpoides [en]                                                                                                   |
|  | |

|  | Thomomys idahoensis     |
|  |                         |
|  | Thomomys monticola [en] |
|  |                         |
|  | Thomomys talpoides [en] |
|  |                         |

|  | Thomomys umbrinus [en]                                                  |
|  |                                                                         |
|  | \| \| Thomomys townsendii \| \| \| \| \| \| Thomomys bottae \| \| \| \| |
|  |                                                                         |
|  | Thomomys townsendii                                                     |
|  |                                                                         |
|  | Thomomys bottae                                                         |
|  |                                                                         |

|  | Thomomys townsendii |
|  |                     |
|  | Thomomys bottae     |
|  |                     |

|  | Thomomys umbrinus [en]                                                  |
|  |                                                                         |
|  | \| \| Thomomys townsendii \| \| \| \| \| \| Thomomys bottae \| \| \| \| |
|  |                                                                         |
|  | Thomomys townsendii                                                     |
|  |                                                                         |
|  | Thomomys bottae                                                         |
|  |                                                                         |

|  | Thomomys townsendii |
|  |                     |
|  | Thomomys bottae     |
|  |                     |

Foram estudados os padrões de variação genética do Thomomys bulbivorus. Embora não haja subespécies, há uma diversidade genética substancial na espécie. Seus padrões genéticos são consistentes com o endocruzamento limitado dentro de populações específicas, o que é semelhante aos padrões descritos no  Thomomys bottae e no Thomomys umbrinus [en], ambos membros do mesmo gênero. No entanto, contrasta com os padrões observados no Geomys breviceps [en] e no Geomys bursarius [en], membros de um gênero separado, Geomys, que apresentaram um grau mais alto de endocruzamento.
A diversidade genética da espécie é semelhante à de outros indivíduos que ocupam uma área geográfica e uma diversidade de habitat maiores. Em comparação com o  Thomomys townsendii, que é distribuído em uma área muito maior, mas com habitat menos diversificado, ele é mais heterogêneo geneticamente. Embora exista uma diferenciação considerável entre populações separadas de Thomomys bulbivorus, sua variabilidade genética não afeta a aparência do mamífero. O estudo dos efeitos da mudança genética ao longo do tempo revelou um padrão afetado por um evento cataclísmico em toda a área geográfica da espécie há cerca de 13.000 anos. Esse evento causaria um efeito de gargalo populacional, levando a populações dispersas e isoladas.

## Descrição

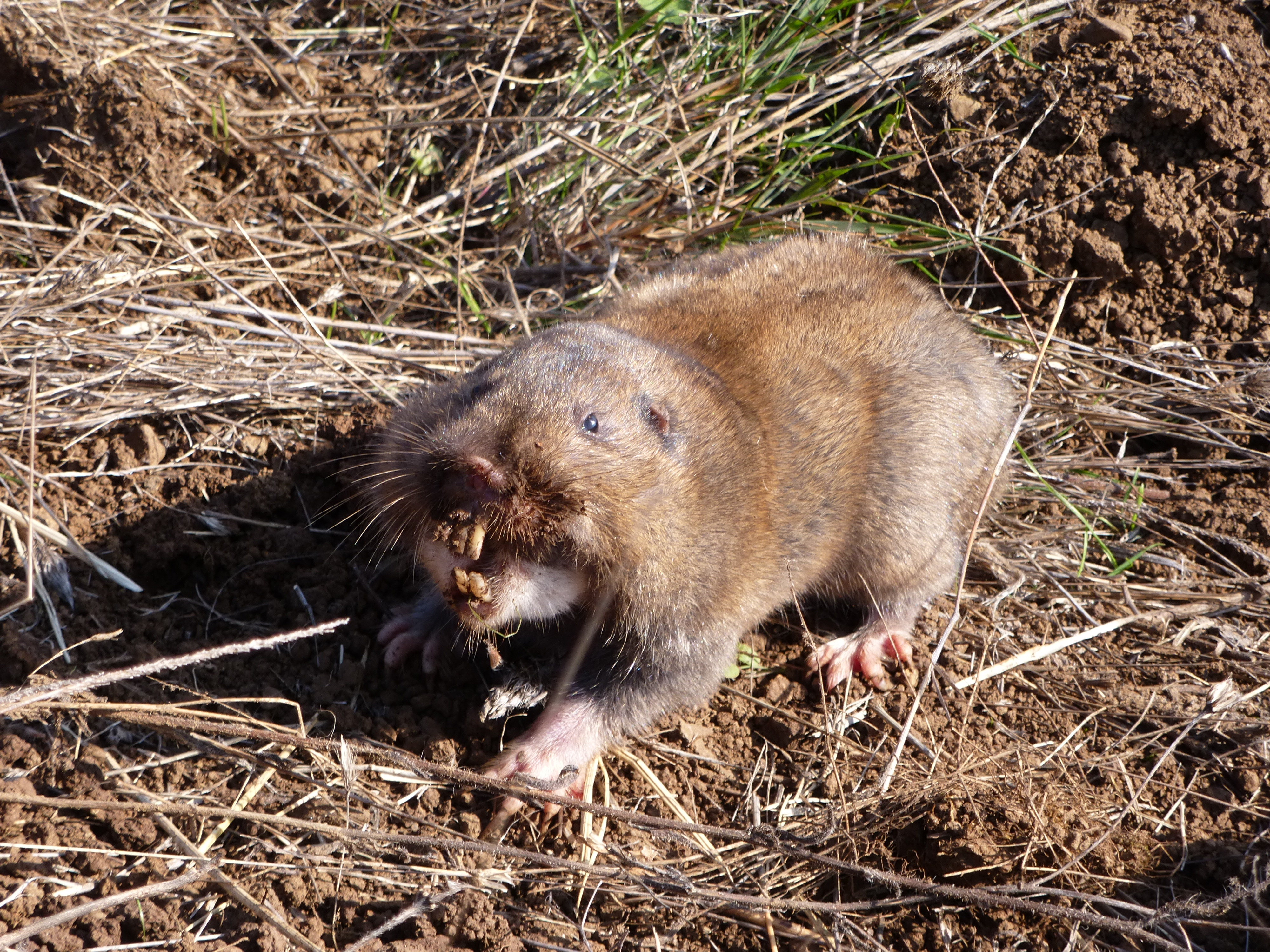
Thomomys bulbivorus em local de restauração de habitat

O Thomomys bulbivorus é, por uma pequena margem, o maior membro de seu gênero (Thomomys). A pelagem é marrom opaca na parte superior e cinza escuro e chumbo na parte inferior. Frequentemente, há manchas brancas no queixo, no pescoço e ao redor do ânus, e ele tem marcas enegrecidas nas orelhas e no nariz. O ouvido externo é uma borda espessa de tecido. Durante o verão, a pelagem é curta e grosseira; no inverno, a pelagem é mais longa e mais peluda. A pelagem dos filhotes é semelhante à pelagem de verão do adulto, mas com pelos mais esparsamente distribuídos; a pele abdominal pode ser visível.
Como outros esquilos, ele tem olhos e orelhas pequenos e uma cauda quase sem pelos. Seus ombros são mais largos que seus quadris. É pentadáctilo, com cinco garras em cada pé. As garras das patas dianteiras são mais longas do que as das patas traseiras, e as garras do meio são as mais longas. As garras dianteiras do Thomomys bulbivorus são curtas e fracas em relação ao seu tamanho. Ele usa locomoção plantígrada. O macho é maior do que a fêmea, medindo em média 300 mm de comprimento. Um macho grande pesa cerca de 500 g. Um espécime macho tinha 321 mm de comprimento e pesava 633,8 g. As fêmeas têm cerca de 271 mm de comprimento. A cauda mede 90 mm no macho e 81 mm na fêmea. As patas traseiras de um macho adulto medem 40-43 mm, e as patas traseiras de uma fêmea medem 39 mm. Há quatro glândulas mamárias: duas na região inguinal e duas na região peitoral. Morfologicamente, ele se assemelha mais ao Thomomys bottae; a diferenciação pode ser feita com base na concavidade da superfície interna dos pterigóides, nas garras pequenas, na coloração mais uniforme da pelagem e no sulco exoccipital.

### Crânio e dentição

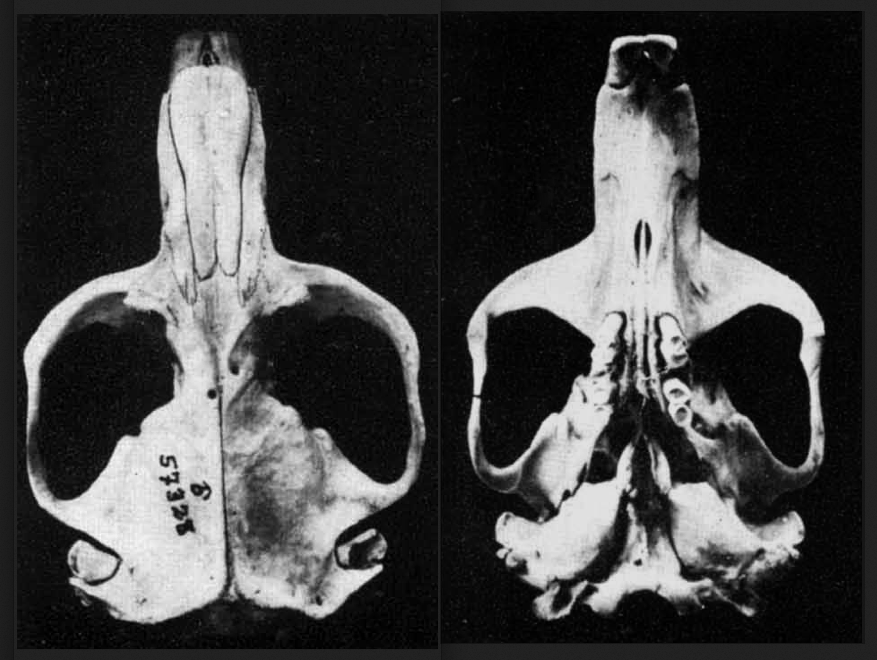
Crânio do Thomomys bulbivorus (Bailey, 1915).

O crânio do Thomomys bulbivorus tem proporções robustas. OThomomys bulbivorus e outras espécies semelhantes estão incluídas no subgênero Megascapheus. Os crânios dos machos medem 52 mm de comprimento na base e 57 mm se os incisivos forem incluídos. O crânio curto e largo tem uma passagem nasal relativamente curta. Em termos de largura, o crânio mede 19 mm nas passagens nasais, 30,5 mm nos mastoides e 36,5 mm nos arcos zigomáticos. O canal auditivo externo é amplo e aberto, embora as bolhas auditivas estejam confinadas.
A dentição do Thomomys bulbivorus é simétrica, com um conjunto de incisivos, um conjunto de pré-molares e três conjuntos de molares acima e abaixo. Os incisivos delgados são proeminentes e distintos, lisos com esmalte de superfície amarela e pontas brancas devido à abrasão do solo. Esses incisivos superiores distintos, grandes e protuberantes dão ao esquilo uma aparência de dente de corço. Os lábios não cobrem os incisivos, mas se fecham atrás deles. Há sulcos levemente visíveis na parte interna dos incisivos superiores, que são mais pronunciados em outros membros do gênero (como o  Thomomys mazama). Os molares superiores têm um comprimento alveolar de 10 mm.

### Bolsas para armazenamento de alimentos

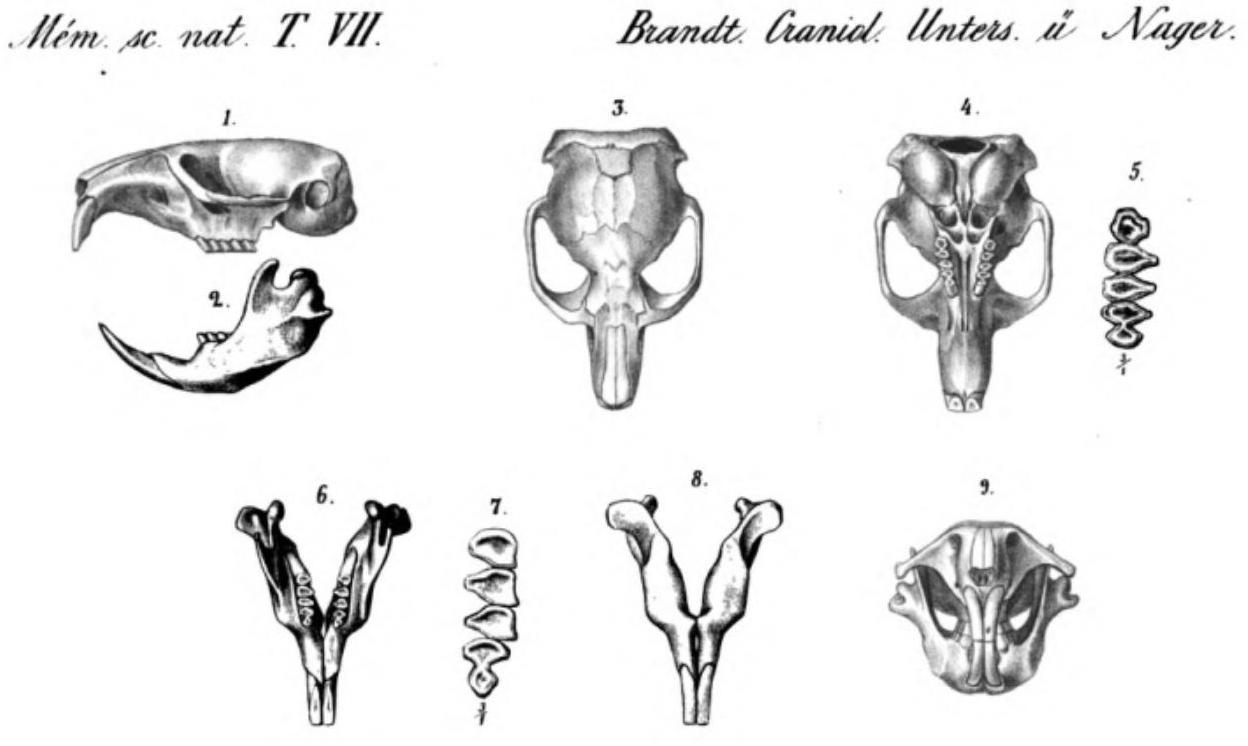
Vistas adicionais do crânio e da dentição (Brandt, 1855).

Eles são roedores escavadores da família Geomyidae, caracterizados por bolsas externas na bochecha, revestidas de pele, usadas para coletar e transportar alimentos. As bolsas na bochecha são controladas por um conjunto de músculos, com um esfíncter que controla a abertura e o fechamento da bolsa. Um par de músculos ligados à pré-maxila puxa as bolsas para a frente e um par de músculos retratores puxa as bolsas para trás. Esses músculos retratores se estendem para trás e para cima a partir das superfícies da bochecha, formando uma faixa de 7 a 10 cm de comprimento e cerca de 2 cm de largura ligada à aponeurose do músculo grande dorsal.

### Genitália do macho
Como muitos mamíferos, o pênis do Thomomys bulbivorus contém um osso, o báculo. Embora seu báculo tenha sido inicialmente relatado como menor do que o de espécies semelhantes - 1,5 mm de altura, 1,8 mm de largura na base e 8,5 mm de comprimento - o examinador não sabia se o espécime havia atingido a maturidade completa. Relatórios subsequentes indicaram uma média de cerca de 2,1 mm de altura, 2,2 mm de largura na base e 10,1 mm de comprimento. O comprimento total do falo foi em média de 13,5 mm, com a glande cobrindo mais da metade de seu comprimento.

## Distribuição e habitat

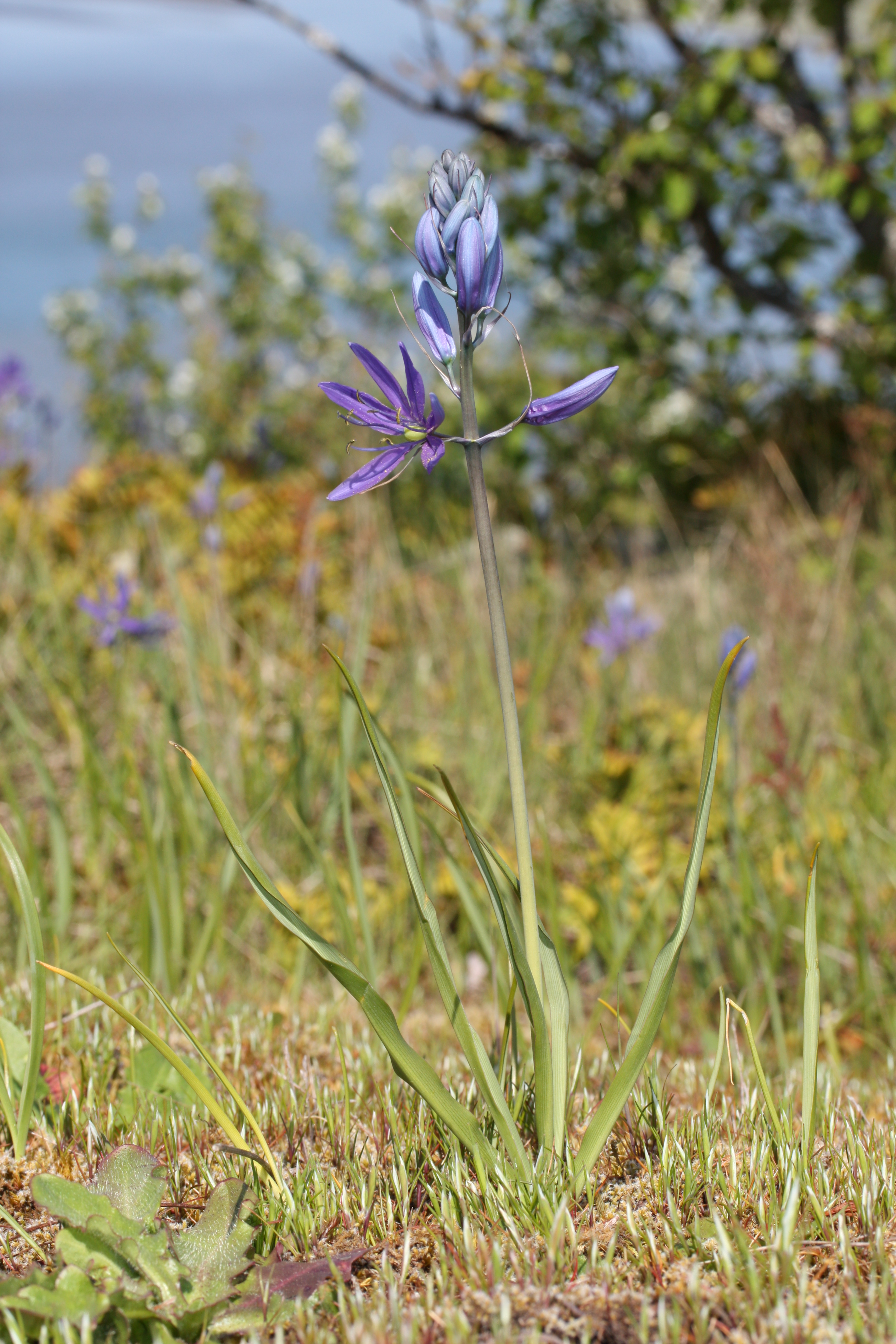
Alguns argumentaram que o Thomomys bulbivorus consumia bulbos da Camassia quamash.

O Thomomys bulbivorus é encontrado no Vale do Willamette e nas áreas de drenagem do rio Yamhill [en] e outros afluentes do rio Willamette. Sua área de distribuição se estende ao norte de Eugene até Portland e Forest Grove e a oeste até Grand Ronde. Um relato de 1920 de um fóssil do Pleistoceno em Fort Rock, Oregon, foi questionado, pois está muito fora da área geográfica atual da espécie; em 1987, o espécime não pôde ser localizado para uma avaliação mais aprofundada.
Os solos do Vale do Willamette, ricos em argila, são duros na estação seca, e os incisivos protuberantes do animal são bem adaptados a essas condições. A drenagem adequada do solo e o alimento vegetal adequado são componentes essenciais do habitat ideal. Normalmente não é encontrado em áreas úmidas (onde seus túneis seriam inundados), a espécie é encontrada em comunidades serais de gramíneas e arbustos. Eles também se estabelecem em campos agrícolas no Vale do Willamette, incluindo campos de alfafa, trigo e aveia. A espécie também foi encontrada em áreas de perturbação ecológica com características de terreno semelhantes.
Em uma escala de tempo geológica, o Vale do Willamette foi palco de grandes inundações. Durante a glaciação de Wisconsin, ocorreu uma série de inundações. A última inundação da série, uma grande inundação com uma estimativa de 1.693 km³ de água fluindo a uma taxa de 42 km³ por hora em um período de 40 horas, ocorreu há cerca de 13.000 anos. A inundação encheu o Vale do Willamette a uma profundidade de cerca de 122 m, em uma sobreposição quase perfeita da área de distribuição do Thomomys bulbivorus. Embora a espécie tenha sido coletada acima dessa elevação, esses achados são incomuns. Formou-se um lago temporário, o Lago Allison. Embora se presuma que o Thomomys bulbivorus vivia no vale antes da inundação, nenhum fóssil foi recuperado. As Montanhas Chehalem [en], com um pico de elevação de 497 m, provavelmente forneceram refúgio para as populações sobreviventes, e os sobreviventes teriam se repovoado em bolsões isolados quando as águas baixaram. Antes e depois das enchentes, acredita-se que as montanhas tenham limitado o fluxo gênico entre as populações. O rio Willamette, relativamente estreito e lento, não parece obstruir o fluxo genético nas populações de Thomomys bulbivorus.

## Comportamento
O Thomomys bulbivorus é considerado um dos animais mais ferozes conhecidos por seu tamanho. Ele tem muita coragem e luta com um homem selvagemente até que uma oportunidade de fuga seja oferecida, então ele se vira e corre o mais rápido possível, tentando se esconder de seu perseguidor.

— H. M. Wight, Economic Entomology: Pamphlets, 1918

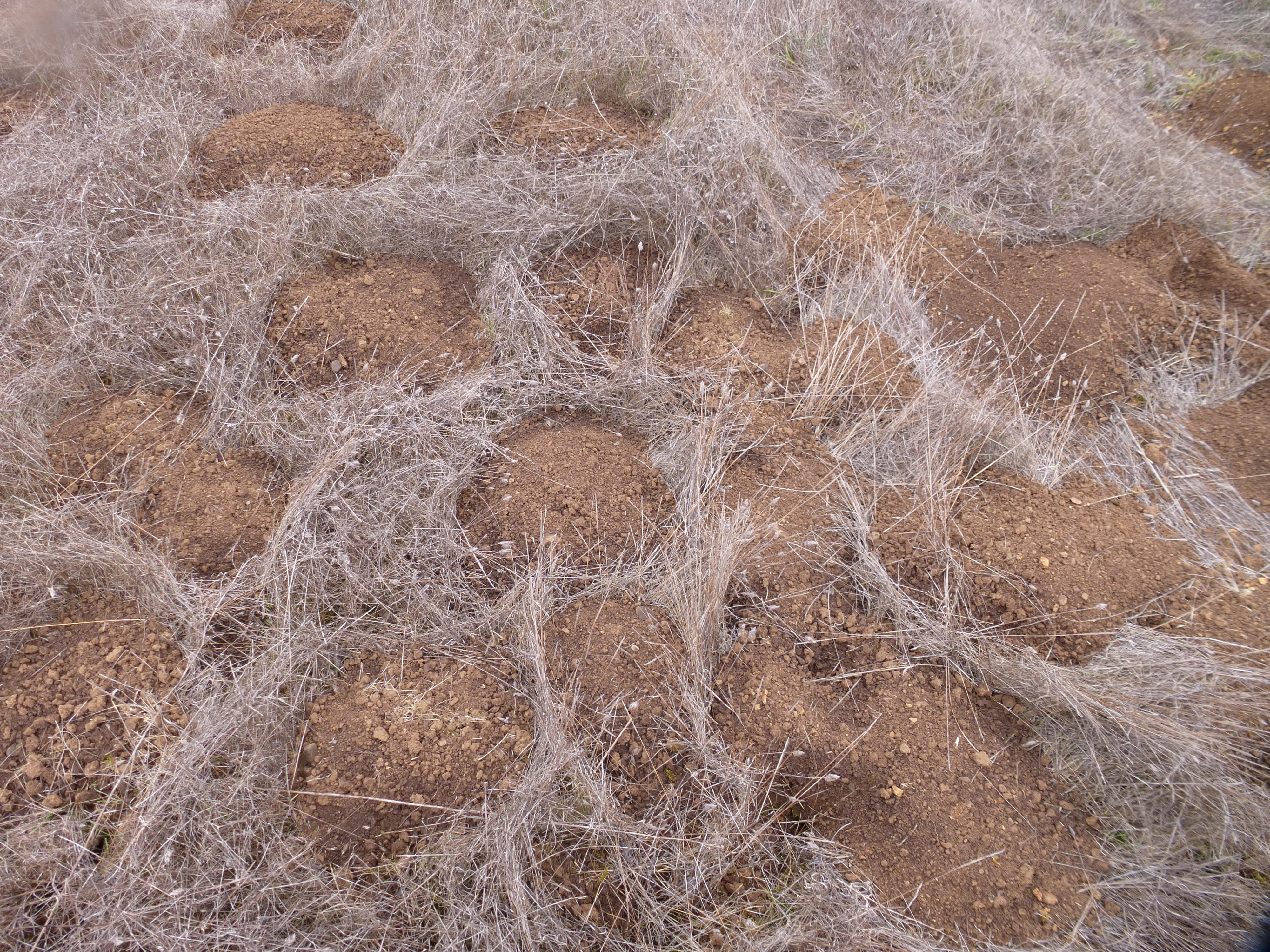
Montes de Thomomys bulbivorus.

O Thomomys bulbivorus é um herbívoro solitário que fica ativo durante todo o ano e não hiberna. Ele passa a maior parte do tempo escavando túneis em busca de alimento, e os solos de argila dura do Vale de Willamette representam um desafio. Embora as garras dianteiras sejam muito fracas para escavar a argila (principalmente durante as estações secas), seus grandes incisivos e a orientação fortemente protuberante são bem adaptados para essa finalidade. Os sistemas de túneis construídos podem ser complexos, com alguns túneis ultrapassando 240 m de comprimento. Com cerca de 90 mm de diâmetro, os túneis têm até 0,91 m de profundidade. Quando os solos estão úmidos, ele constrói dutos de ventilação ou montes de chaminés (possivelmente exclusivos da espécie), para aumentar a ventilação. Os montes de chaminés se elevam verticalmente de 15 a 25 cm, são abertos na parte superior e acredita-se que ventilem as tocas de acordo com o princípio de Bernoulli. Não se sabe se os sistemas de tocas de Thomomys bulbivorus adjacentes se interconectam. Os relatos divergem sobre a sobreposição ou não das áreas de ocorrência do Thomomys bulbivorus e do Thomomys mazama; se for o caso, isso refuta a crença anterior de que as áreas de ocorrência do Thomomys bulbivorus do Oregon não se sobrepõem.
Embora a espécie seja principalmente fossorial, ela ocasionalmente recolhe alimentos perto da entrada de um túnel. Os dentes-de-leão parecem ser seu alimento favorito e também são usados como material de nidificação. Durante a época de reprodução, os machos entram nos túneis das fêmeas, e machos e fêmeas podem emitir sons de ronronar quando estão juntos. As mães parecem confortar os filhotes vocalizando suavemente, com os filhotes gorjeando em resposta.

Toca do Thomomys bulbivorus.

O Thomomys bulbivorus pode se comportar de forma agressiva quando está na defensiva, e o mamalogista Vernon Orlando Bailey descreveu a espécie como “morosa e selvagem”. No entanto, ele pode ser facilmente domesticado em cativeiro; a fêmea é mais facilmente domesticada do que o macho. Outro pequeno roedor endêmico do Vale do Willamette, a campanhol-de-cauda-cinzenta (Microtus canicaudus), também usa os túneis do Thomomys bulbivorus. Outros mamíferos que compartilham a área de distribuição do Thomomys bulbivorus (e, possivelmente, de seus túneis) incluem Sorex vagrans [en], Scapanus townsendii [en], coelho-do-chaparral, coelho-da-Flórida, tâmia-de-Townsend [en], esquilo-terrestre-da-Califórnia [en], Neotoma fuscipes [en], rato-veadeiro, Microtus oregoni, campanhol-de-Townsend, rato-saltador-do-Pacífico [en],  Neogale frenata e doninha-fedorenta.

## Ecologia
| Idade (semanas) | Peso   | Altura   | Descrição                                        |
| --------------- | ------ | -------- | ------------------------------------------------ |
| Nascimento      | 6,1 g  | 50 mm    | Sem cabelo, sem dentes, sem bolsas nas bochechas |
| 2               | 23 g   | 90 mm    | Desenvolvimento do cabelo                        |
| 3               | 35,5 g | 108 mm   | Engatinhando, comendo alimentos sólidos          |
| 4               | 53,6 g | 123,5 mm | Bolsas da bochecha desenvolvidas                 |
| 5               | 70,5 g | 153 mm   | Olhos abertos                                    |
| 6               | 86 g   | 164 mm   | Desmame                                          |

Foram relatadas diferentes épocas de início e duração da estação de reprodução do Thomomys bulbivorus. Os primeiros relatos sugeriam um início no começo de abril, com a temporada se estendendo até junho. Outros relatos citaram fêmeas “evidentemente grávidas” vistas no final de março. Em áreas altamente irrigadas, a estação reprodutiva pode ser mais longa, estendendo-se até o início de setembro. Cerca de quatro filhotes nascem em uma ninhada, embora tenham sido relatadas ninhadas de até nove filhotes. Os filhotes cegos, sem pelos e sem dentes pesam cerca de 6,1 g e têm 50 mm de comprimento. Durante as primeiras seis semanas, eles começarão a engatinhar, desenvolverão bolsas nas bochechas, abrirão os olhos e passarão do leite para alimentos sólidos. Os filhotes então pesam cerca de 86 g e medem 164 mm de comprimento. Nas semanas 8, 10 e 17 eles pesarão 101 g, 160 g e 167 g. Alguns relatos indicam que mais de uma ninhada pode nascer em uma estação. A maturidade sexual provavelmente se desenvolve na estação reprodutiva do ano seguinte. Embora os machos já estejam totalmente crescidos nessa época, as fêmeas podem continuar a aumentar de tamanho.

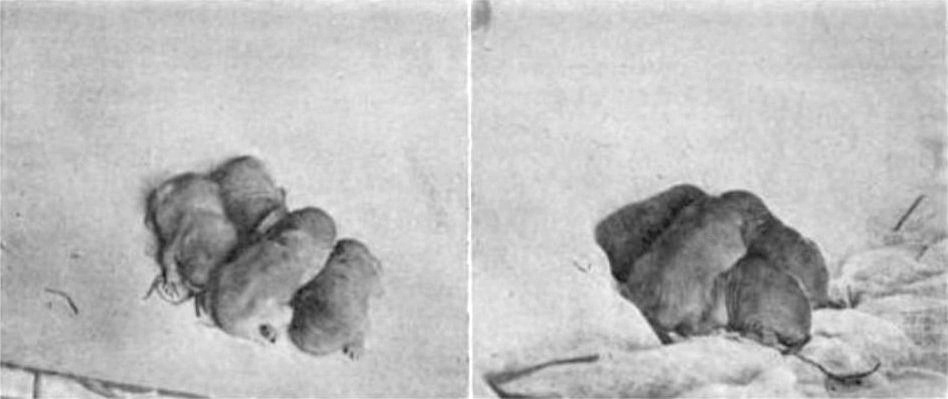
Filhotes de Thomomys bulbivorus com dez dias de idade.

Em 1998, havia poucos dados sobre a longevidade e a mortalidade do Thomomys bulbivorus. Presume-se que ele seja uma presa para mamíferos carnívoros, e seus ossos foram identificados em pelotas regurgitadas de aves de rapina, como o corujão-orelhudo. Os parasitas incluem ácaros, piolhos, pulgas, nematelmintos e platelmintos. A pele mais resistente da espécie pode protegê-la de algumas pulgas conhecidas por infestar o Thomomys bottae e o Thomomys mazama. Os ácaros conhecidos por parasitar o Thomomys bulbivorus incluem o Androlaelaps geomys e o Echinonyssus femuralis. Algumas autoridades relatam o Androlaelaps fahrenholzi [en] como outro ácaro parasita, mas uma publicação posterior não o relatou. O piolho Geomydoecus oregonus [en] também foi relatado.
Dois vermes parasitas descobertos pela primeira vez no trato gastrointestinal do Thomomys bulbivorus são o nematoide Heligmosomoides thomomyos [en] e o cestódeo Hymenolepis tualatinensis [en]. Outros vermes incluem dois nematóides e o cestódeo Hymenolepis horrida.

## Interação com os seres humanos

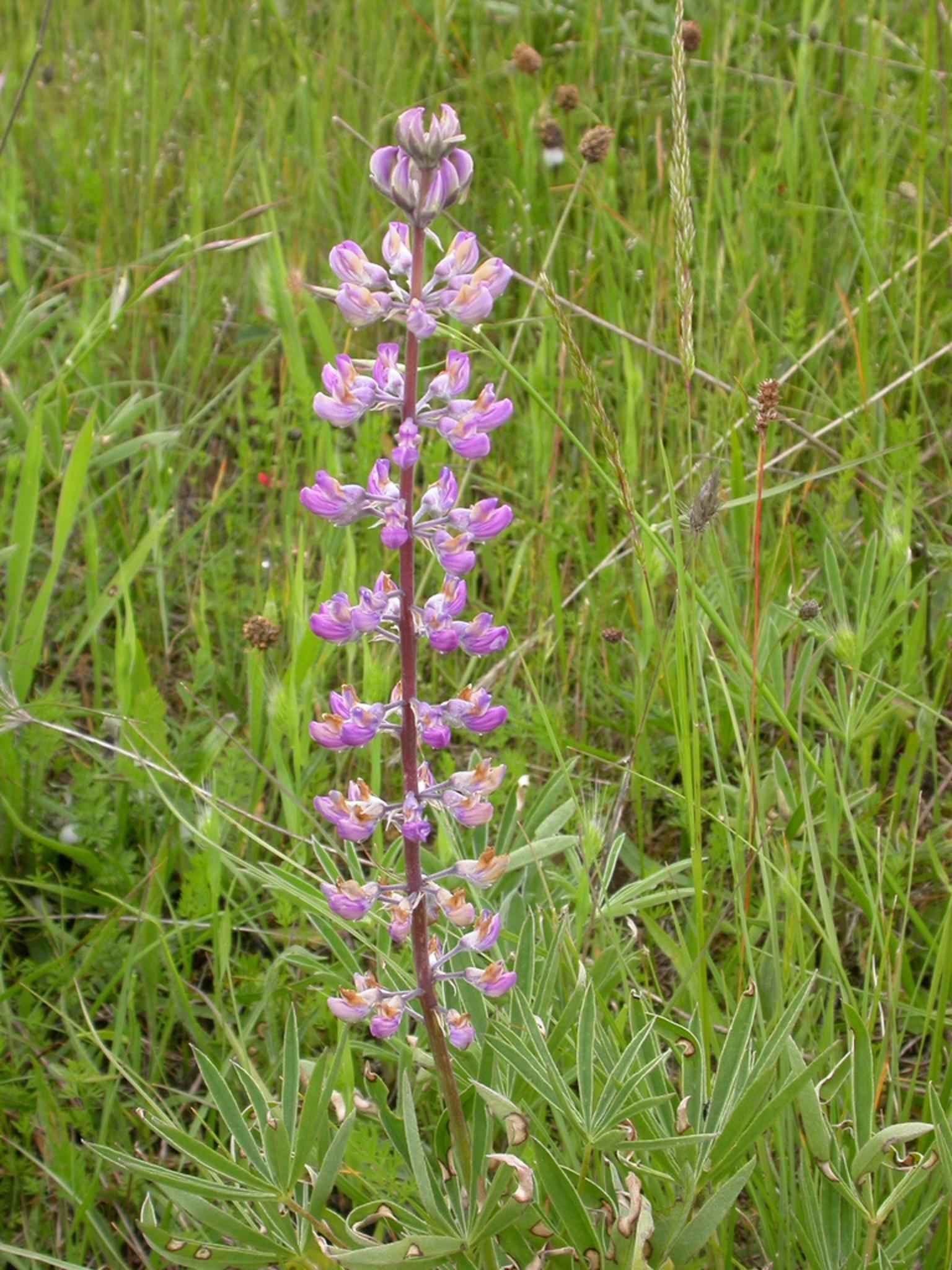
A realocação do Thomomys bulbivorus pode proteger espécies ameaçadas da flora, como a Lupinus sulphureus.

O Thomomys bulbivorus causa perdas econômicas significativas e, por isso, pode ser tratado como praga agrícola. Os cultivos danificados incluem trevo, alfafa e Vicia. Eles podem comer essas plantas ou danificar as raízes enquanto se enterram. Isso pode ferir as raízes e expô-las ao ar, fazendo-as secar. A atividade subterrânea também pode danificar as raízes das árvores frutíferas. As culturas de raízes são particularmente suscetíveis a danos e consumo; batatas, cenouras, pastinacas e outras culturas podem ser comidas no local ou arrastadas pelo Thomomys bulbivorus para serem armazenadas na toca. O solo escavado pode cobrir a grama e limitar o pastoreio do gado; grãos recém-germinados podem ser danificados da mesma forma. Uma estimativa do impacto das atividades do Thomomys bulbivorus no Vale do Willamette em 1918 foi de US$ 1,5 milhão em perdas anuais. As atividades do Thomomys bulbivorus podem proporcionar um benefício de aeração do solo, melhorando a retenção de água após a chuva ou o derretimento da neve. A vegetação enterrada também pode fazer compostagem, aumentando o conteúdo orgânico do solo e proporcionando benefícios adicionais.
Os métodos propostos para controlar as populações de Thomomys bulbivorus em áreas agrícolas incluem o envenenamento de dentes-de-leão, trevos, cenouras, batatas-doces e pastinacas. Os Thomomys bulbivorus são maiores do que outras espécies, portanto, as armadilhas convencionais podem não conseguir capturá-los. Iscas tóxicas também podem falhar, pois eles às vezes bloqueiam um segmento da toca. Eles também podem causar inundações locais se suas atividades de escavação de túneis danificarem os diques.
Em um esforço para mitigar os danos causados pelos Thomomys bulbivorus a habitats sensíveis, o Departamento de Transportes de Oregon [en] e o Instituto de Ecologia Aplicada prendem e realocam os animais. Em um local ao sul de Philomath, Oregon, o Instituto de Ecologia Aplicada está trabalhando para proteger uma população pequena, mas viável, de Lupinus sulphureus [en]. Essa flor ameaçada é a principal planta hospedeira da  Icaricia icarioides fenderi, ameaçada de extinção, que é endêmica do Vale do Willamette. Os Thomomys bulbivorus são realocados em um local próximo e distante das plantas.

### Status de conservação

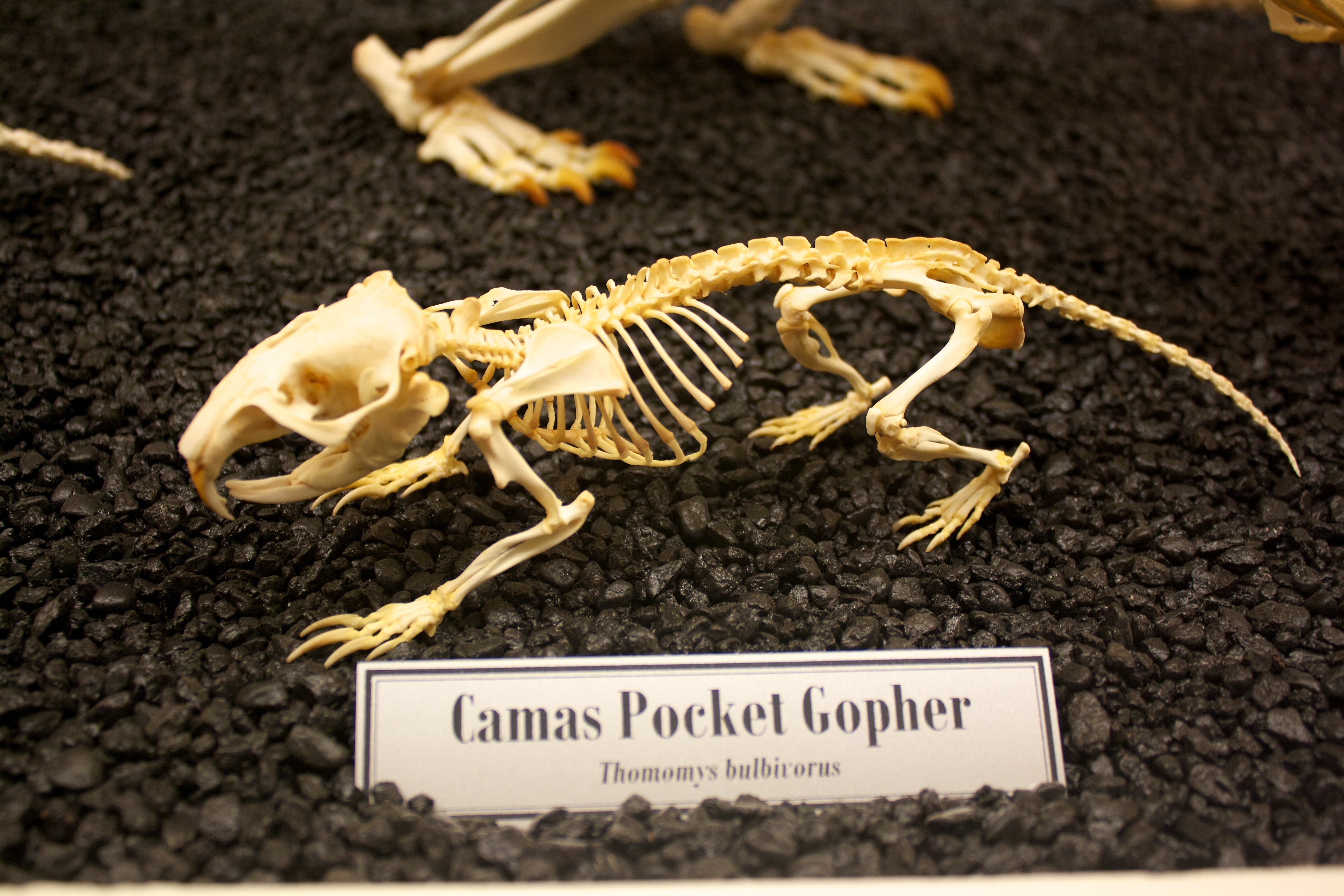
Esqueleto no Museu de Osteologia de Oklahoma.

Citando preocupações com a urbanização, destruição de habitat e tentativas ativas de erradicação, a NatureServe avaliou em 2014 o status de conservação do Thomomys bulbivorus como vulnerável. O status de conservação do Thomomys bulbivorus é classificado como “pouco preocupante” pelo Programa de Espécies da IUCN (União Internacional para a Conservação da Natureza), com uma tendência populacional estável. A IUCN observa que o Thomomys bulbivorus é comum em sua área de distribuição; estudos indicam que as populações podem se recuperar rapidamente depois que as armadilhas são removidas de uma área, e a espécie pode se adaptar bem às mudanças ambientais.
A IUCN e outras organizações expressam preocupação com a degradação do habitat da espécie devido à urbanização e à expansão agrícola. A área total ocupada pelo Thomomys bulbivorus é inferior a 20.000 km². Essa área, o Vale do Willamette, contém 70% da população humana do Oregon. Embora essa área de distribuição provavelmente contenha algumas áreas protegidas, muitas reservas no vale são principalmente para proteção de aves Anseriformes. As áreas úmidas não são adequadas para o Thomomys bulbivorus, pois os túneis são propensos a inundações. Em áreas mais adequadas para o Thomomys bulbivorus (habitats perturbados e terras agrícolas pastoris), ele pode ser considerado uma praga e estar sujeito à erradicação por envenenamento e armadilhas.